# 초차원게임 넵튠
《초차원게임 넵튠》(일본어: 超次元ゲイム ネプテューヌ 쵸지겐게이무 네프튜누[*], Hyperdimension Neptunia)는 컴파일 하트에서 개발된 플레이스테이션 3용 게임으로 2010년 8월 19일에 발매되었다. 장르는 롤플레잉 게임이다.
대한민국에서도 2010년 12월 24일 발매를 하였으며 한정판은 65,000원 통상판은 55,000원으로 팔리고 있다. 현재 한정판의 물량은 모두 소진되었으며 12월 15일 예약을 시작한 한정판은 대형사이트에서는 하루만에 소진되었으며 그 외 12월 23일에 모두 소진된 것으로 알려졌다.

## 개요
이번 작품의 최대 특징으로 세계의 명칭, 등장인물, 용어 대부분이 게임 용어와 실재하는 게임 메카 게임 하드를 모델로 한 의인화한 점을 들 수 있다. 작중 대사 등도 게임 업계의 화제나 타사 게임 작품을 연상케하는 내용 등이 다수 포함되어 있으며 세계관도 이른바 게임 플랫폼 경쟁이나 실재 컨트롤러 문제들을 기반으로 하고 있으며 의인화 캐릭터를 소재로 한 작품 중에서도 어떤 하나의 특색이 바뀐 분위기를 형성하고 있다.
그 밖에 등장인물의 거의 전부 전원이 여성 캐릭터로 이벤트 진행에 따라 갤러리 해금과 장비 및 복장 변경 등 이른바 모에 요소를 전면으로 내세운 작품이다.

## 프롤로그
4명의 수호여신에 의해 수호받고 있는 이세계「게임업계」. 하지만 세계를 수호해야 할 수호여신들은 몇천년에 걸친 싸움을 하고 있었고 하계는 선대 수호여신「마제콘」에 의해 몬스터가 출현하고 있었다.
싸우던 중 수호여신 중의 한명인 「넵튠」은 하계로 떨어져 기억을 잃고 말지만, 그 때 세계를 창조한 사서 「이스트와르」의 목소리를 듣게 된다. 봉인된 이스트와르를 구해 내고 게임업계를 지키기 위해 넵튠은 자신을 구해준 컴파와 던전에서 우연히 만난 아이에프와 함께 하계의 4대륙을 여행하게 되는데...

## 시스템
본 작품은 스토리 진행과 퀘스트를 받을 수 있는 월드 파트와 실제로 던전을 탐색하는 던전 파트, 크게 이 2가지로 나뉘어 있다.
월드 파트는 지금 주인공들이 있는 대륙의 퀘스트 정보를 수집하는「정보수집」과 실제로 던전에 들어가는「탐색」을 할 수 있다. 본 작품에서는 던전이 맵상에 실제로 존재하는 것이 아니라 정보수집에서 퀘스트를 수령하면 「탐색」메뉴에 던전이 표시되고 던전 선택 후에 탐색을 할 수 있도록 되어 있다. 스토리와 관계 없는 던전은 몇번이고 재탐색 할 수 있다. 그 외에도 상점(모델은 Amazon.com)에서 장비품과 아이템의 구입도 월드 파트에서 이루어진다.
던전 파트에서는 3DCG로 만들어진 던전을 탐색한다. 조작은 필드 검색 타입의 RPG 게임 형식이고 던전마다 규정된 조건을 만족하면 클리어할 수 있다. 또한 본 파트에서는 캐릭터의 대응하는「던전 액션」을 사용할 수 있다.

## 전투 시스템
던전 파트에서는 이동과 던전액션 「몬스터콜」에 의해 전투가 발생하게 된다.
전투에서는 턴이 돌아온 캐릭터가 사전에 설정해 놓은 스킬을 사용해 타겟을 공격하는 것이 기본이다. 각각의 스킬에는 「소비AP」가 설정되어 있어 행동개시 후 주어진 AP를 스킬별로 정해진 수치만큼 소비해 간다. 행동 가능한 AP가 남아 있는 한 몇번이고 행동할 수 있다. 각 스킬은 공격의 1단계, 2단계, 3단계, 4단계 안에서 각 스킬을 O、☓、△ 버튼에 배치할 수 있지만 특정 단계 이후가 아니면 사용할 수 없는 스킬도 존재한다. 단순한 스킬 배치가 아니라, 버튼을 누르는 순번별로 각단계에 해당하는 스킬을 배치하는 형식이므로 신경을 써줄 필요가 있다. 또한 4단계째까지 모두 이어졌을 경우 누른 버튼의 순번별로 설정한 콤보명이 표시된다. 콤보명은 캐릭터별, 버튼의 조합별로 자유롭게 설정이 가능하다.
기본적으로 4단 1세트(도중에 AP가 모두 소진된 경우는 그 시점에서 종료)의 공격이 이루어지지만 4단계째에 특정 스킬을 설정해 놓으면 공격을 3회 추가하는「콤보링크」를 사용하는 것도 가능하다. 또한 후위 캐릭터가 있을 경우에는 후위와 교대한 후 교대한 캐릭터가 콤보를 이어서 3회 공격하는「바톤터치」가 가능한 스킬도 존재한다.
특정 캐릭터는 4단계째에 「여신화」가 가능한 스킬을 사용하는 것으로 「수호여신」으로 변신 할 수 있다. 수호여신 상태로 변신하면 능력치가 상승하는데 그것을「프로세서 유니트」라고 부른다. 수호여신 전용(프로세서) 장비상태에 따라 능력치가 바뀐다.
자기 턴이 돌아오면 공격을 하기 전이나 콤보링크를 사용하지 않고 4단계째에서 공격을 멈추거나 도중에 중단한 후에는 한번이상 행동가능한 AP(8이상)가 남아 있을 경우에 방어를 선택할 수 있다. 방어를 선택하면 그 캐릭터의 턴은 종료되고 다음 턴까지 방어태세를 유지한다. 방어태세 중에는 받는 데미지가 감소되는데 감소량은 남아 있는 AP량이 많을 수록 증가한다. 이것은 AP를 모두 사용한 후 턴을 종료하면 다음 턴까지 무방비 상태가 된다는 것을 의미한다.
본 작품에서는 다른 RPG에서 존재하는 '원하는 타이밍에 아이템이나 마법과 특기(혹은 그것에 준하는 기능)를 사용할 수 있다'라는 개념이 존재하지 않는다. HP와 상태이상의 회복은 'HP가 일정치 이하로 줄어든다' 등의 조건을 만족 했을 때 아이템을 소비해 발동하는 「아이템 스킬」에 의존해야 한다. 아이템 스킬은 조건을 만족 했을 때 사전에 설정해둔 확률에 따라 자동으로 발동한다. 발동률은 스킬별로 포인트를 분배해서 조정할 수 있다. 또한 비전투시에도 아이템과 마법에 의한 HP회복은 불가능하지만 던전파트를 마치고 월드 파트로 돌아가면 전부 회복된다.

## 엔딩
엔딩은 2종류가 있고 넵튠을 제외한 나머지 수호여신 3명을 모두 동료로 영입하면 엔딩이 변화한다.

## 캐릭터 정보
캐릭터는 모두 게임콘솔과 게임회사를 의인화 해서 만들어졌다.
주인공인 넵튠은 세가의 게임기 세가 넵튠을 의인화해서 만들어졌다고 하나, 세가의 차세대콘솔인 넵튠 드라이브를 의인화해서 만들어졌다고도 알려져있다. 그리고 콘솔을 의인화 해서 만들어진 캐릭터는 라스테이션의 여신 느와르(블랙하트)는 소니의 플레이스테이션3, 린박스의 여신 벨(그린하트)는 마이크로소프트의 XBOX360, 르위의 여신 블랑(화이트하트)는 닌텐도의 Wii를 의인화했다고 알려져 있다. 이외에 게임회사들도 의인화를 했는데 컴파는 컴파일 하트, 아이에프는 아이디어 팩토리, 그 외에 거스트, 니폰이치로 의인화를 했다.

### 넵튠
세가에서 만든 비운의 게임기. 하위기종인 메가드라이브와 그의 애드온파츠인 32x와 세가CD를 일체화한 게임기. 하지만 32X와 세가CD가 실용성도 낮고 그 후 바로 세가 새턴을 발매하는 덕분에 사람들 기억속에서 잊혀졌다. 그리고 현재 세가에서 넵튠이라는 게임기를 다시 만든다고 루머가 돌고 있다.

### 수호여신(하트)
넵튠을 비롯한 각 수호여신은 하계에서 행동할 때 인간으로서의 모습과 이름을 가지고 있다. 넵튠을 제외한 수호여신의 이름은 영입시 임의로 변경가능.
- 넵튠 - CV:타나카 리에

본편의 주인공. 십자키 형태의 머리장식(작중 표현으로는「뇌파 컨트롤러」)을 하고 있는 소녀. 4대륙의 하나인 「플래니튠」에서 정신을 잃고 있던 것을 컴파가 구해준 후 이스트와르를 해방하기 위해 여행을 떠난다. 이름이 부르기 어렵기 때문인지(일본어로 읽으면 네푸튜-누) 컴파는 「네푸네푸」라고 부르고 있다. 사용무기는 도검.
밝고 쾌활한 성격으로 항상 텐션이 높아 앞뒤 생각하지 않고 행동하는 타입이기 때문에 항상 트러블을 불러 일으키는 트러블 메이커.
던전 액션은 「해머 어택」. 파괴 가능한 벽과 바위 등 던전내의 특정 오브젝트를 파괴한다. 재사용 하려면 시간이 걸리기 때문에 전투에서는 사용하지 못한다고 한다.
- 퍼플 하트

넵튠의 수호여신(하드)으로서의 모습. 검정바탕에 녹색의 십자가 들어가 있는 머리장식을 하고 있다. 블랙 하트와 비슷한 레오타드 복장을 착용한다. 이 모습일 때는 평소와는 다르게 냉정하고 침착한 성인 여성이 되지만 어딘가 나사가 빠진듯한 부분은 변함없다.
- 벨 - CV:사토 리나

4대륙의 하나인「린박스」에 사는 차분한 성격의 여성. 극단적인 마이페이스이기 때문에 수호여신으로서의 역할을 소홀히 하는 경향이 있다. 온라인 게임에서 19금 BL게임까지 폭넓게 즐기는 헤비 게이머.
- 그린 하트

벨의 수호여신으로서의 모습. 연두색 머리카락을 포니테일로 묶고 있다. 노출이 심한 흰색을 베이스로 한 레오타드 복장을 착용하고 있다. 사용 무기는 랜스.
- 느와르 - CV:이마이 아사미

4대륙의 하나인「라스테이션」에 살고 있는 소녀. 흑발의 트윈 테일이다. 성실하고 고집이 센 성격으로 라스테이션의 발전에 심혈을 기울이고 있다.
- 블랙 하트

느와르의 수호여신으로서의 모습. 머리는 은발로 바뀌고 검은색을 베이스로한 레오타드 복장을 착용한다. 지기 싫어하는 성격에 책임감도 크다. 사용무기는 도검.
- 블랑 - CV:아스미 카나

4대륙의 하나인 「르위」에 살고 있는 소녀. 작은 체격에 말수가 적지만 동요했을 때는 입이 거칠지는 모습도 보인다. 동인지 작가를 하고 있지만 이게 엄청 팔리지 않는다.(니폰이치는 최악의 소설이라 평했다.)
- 화이트 하트

블랑의 수호여신으로서의 모습. 푸른빛이 도는 은발과 흰색의, 이른바 학교수영복(스쿠미즈)형태의 복장을 착용하고 있다. 블랑과 마찬가지로 작은 체격으로 평소에는 말수가 적으나 지적 호기심을 가지고 있다.
모델은 닌텐도 Wii.

### 하계의 주민
- 컴파 - CV:사카이 카나코

하계에 떨어진 넵튠을 발견하고 치료해준 간호학생 소녀. 플래니튠에 살고 있고 넵튠에게 동조에 함께 이스트와르 해방을 위해 여행을 떠난다. 이른바 천연(텐넨)속성을 가지고 있다. 사용무기는 거대한 주사기와 약제. 참고로 간호학교는 몬스터 대량발생 사건의 영향으로 휴교상태라고 한다. 던전 액션은 「몬스터 콜」. 사용하면 연속으로 몬스터가 등장하는 특수한 전투가 발생한다.(한번만 나오고 끝나는 경우도 있다.) 이 전투에서 승리하면 일정시간(정확하게는 시간이 아니라 이동거리라고 할 수 있다. 몬스터 콜 전투에서 승리하면 화면 상단에 인카운트 오프 게이지가 출현하는데 이동할 때마다 조금씩 감소되고 모두 감소되면 사라진다. 가만히 서있으면 감소되지 않는다.) 몬스터와의 랜덤 인카운트가 발생하지 않는다. 또한 던전내의 마법진위에서 사용하면 강력한 몬스터를 불러낼 수도 있다.

모델은 본 작품을 개발하고 발매한 컴파일 하트
- 아이에프 - CV:우에다 카나

길드「게임」에 소속되어 있는 소녀. 길드의 의뢰를 받고 「열쇠」를 탬색하러 간 곳에서 넵튠과 만나 함께 여행하게 된다. 사용 무기는 카타르. 성실하고 정의감이 넘치는 성격으로 엉뚱한 인물(보케)이 많은 파티 안에서는 유일한 태클(츳코미) 담당이다. 던전 액션은「트레이저 서치」. 던전 안에 숨겨진 보물상자가 있는 장소, 그 방향을 향해 빛이 나아간다.(벽을 뚫고 일직선으로 나아간다) 숨겨진 보물상자 근처에서 사용했을 경우에는 숨겨져 있던 보물상자가 출현한다. 모델은 아이디어 팩토리.
- 거스트 - CV:쿠와타니 나츠코

아이템 제작이 특기인 소녀. 아이템을 팔며 세계를 여행중이다. 거스트숍의 캐릭터에서 등장했다. 파티로 영입하게 되면 상점의 물건가격이 30% 저렴해지는 특수능력을 가지고 있다. 또한 DLC로 전투 참가권을 구입하게 되면 전투에서 사용하는 것도 가능. 모델은 이름대로 거스트.
- 니폰이치 - CV:미즈하시 카오리

정의의 히어로를 자칭하는 소녀.

파티로 영입하게 되면 셰어 상황을 볼 수 있게하는 특수능력을 가지고 있다.

거스트와 마찬가지로 전투 참가권을 구입하면 전투에서 사용할 수 있다.

### 그 외 인물
- 이스트와르 - CV:카나이 미카

세계를 창조한 「사서」. 수호여신이 접근하지 못하도록 게임업계인 하계에 봉인되어 있다. 자신의 해방을 위해 넵튠에게 도움을 요청하지만 그 정체에 관해서는 의문이 많다.
- 마제콘 - CV:타카하시 치아키

본 작품의 최종보스. 하이톤의(넵튠은「시대착오적」이라고 표현했다.) 웃음 소리와 함께 등장한 검은 복장의 여성. 호전적인 성격으로 넵튠을 집요하게 노린다.

모델은 마지콘으로 추정된다.

## 애니메이션
- 애니메이션은 2013년 7월 12일부터 방영되었다.
- 게임과 달리 심의등급은 19세 이상가이다.

## 평가
| Hyperdimension Neptunia |        |
| --- | ------ |
| 통합 점수 통합사 점수 게임랭킹스 50.78% [ 6 ] 메타크리틱 45/100 [ 7 ] 평론 점수 평론사 점수 디스트럭토이드 3/10 [ 8 ] 유로게이머 2/10 [ 9 ] 게임 레볼루션 D [ 10 ] 게임스팟 3/10 [ 11 ] 게임스레이더+ [ 12 ] IGN 6/10 [ 13 ] 플레이 21% [ 14 ] |        |
| 통합 점수 |        |
| 통합사 | 점수   |
| 게임랭킹스 | 50.78% |
| 메타크리틱 | 45/100 |
| 평론 점수 |        |
| 평론사 | 점수   |
| 디스트럭토이드 | 3/10   |
| 유로게이머 | 2/10   |
| 게임 레볼루션 | D      |
| 게임스팟 | 3/10   |
| 게임스레이더+ | [ 12 ] |
| IGN | 6/10   |
| 플레이 | 21%    |

| Hyperdimension Neptunia Re;Birth 1 |                           |
| --- | ------------------------- |
| 통합 점수 통합사 점수 게임랭킹스 (Vita) 70.94% [ 15 ] (PC) 61.67% [ 16 ] 메타크리틱 (PC) 72/100 [ 17 ] (Vita) 69/100 [ 18 ] 평론 점수 평론사 점수 IGN 6/10 [ 19 ] Hardcore Gamer [ 20 ] |                           |
| 통합 점수 |                           |
| 통합사 | 점수                      |
| 게임랭킹스 | (Vita) 70.94% (PC) 61.67% |
| 메타크리틱 | (PC) 72/100 (Vita) 69/100 |
| 평론 점수 |                           |
| 평론사 | 점수                      |
| IGN | 6/10                      |
| Hardcore Gamer | [ 20 ]                    |